# Jeune Femme en robe noire
La Jeune Femme en robe noire est une peinture à l'huile du peintre italien Titien, réalisée autour de 1520 et actuellement exposée au Kunsthistorisches Museum de Vienne. Elle a ensuite successivement attribuée à Palma il Vecchio, puis à Giovanni Cariani, jusqu'à ce que Roberto Longhi la réattribue à Titien, ce qui fait maintenant consensus.

## Description
L'œuvre représente une femme à mi-hauteur, face au spectateur, avec le torse légèrement désaxé afin de donner une impression de mouvement. Une main tient sa robe noire sur un déshabillé blanc, avec un généreux décolleté. Le type physique de la femme se retrouve dans plusieurs autres œuvres de l'artiste, comme Flora, Violante et la Femme au miroir - elle peut avoir été la maîtresse du Titien, ou tout simplement un modèle récurrent.